# Вавилония (1934)
„Вавилония“ (на гръцки: «Βαβυλωνία») е сатиричен гръцки вестник, издаван в град Лерин (Флорина), Гърция в 1934 година.

## История
Вестникът започва да излиза през март 1934 година. Излиза седмично. Негов издател е критянинът Христофорос Скивалакис-Крициотис, който се отличава с остро перо. Спира през септември 1934 година. Като негово продължение Скивалакис издава в един брой „Епархия“.